# 比利·米勒
威廉·約翰·「比利」·米勒二世（William John "Billy" Miller II，1979年9月17日—2023年9月15日），美國演員。最著名的參演角色是在CBS肥皂劇《年輕和騷動不安的一族》中飾演Billy Abbott。